# Forbo
Forbo (in greco antico: Φόρβος?, Forbos) è un personaggio della mitologia greca, padre di Pronoe.

## Mitologia
Si racconta della figlia Pronoe che ebbe da Etolo due figli Pleurone e Calidone.